# Ducula pickeringii
Ducula pickeringii là một loài chim trong họ Columbidae.